# 枫岭关
枫岭关位于中国浙江省江山市廿八都镇的浮盖山西麓，原为浙闽两省的分界处，南侧即福建省浦城县盘亭乡。2000年两省勘界时完全划归浙江省。古时为仙霞古道之重要关隘，为仙霞关群之第四关。现在205国道从旁边通过。